# Granadero Baigorria
Granadero Baigorria – miasto w Argentynie, położone w południowej części prowincji Santa Fe, nad rzeką Parana.

## Opis
Miejscowość została założona w 1888 roku. Przez miasto przebiega droga dwujezdna-RP18 i linia kolejowa.

## Znani urodzeni w Granadero Baigorria
- Edgardo Bauza – argentyński piłkarz i trener,
- Oscar Larrauri – argentyński kierowca wyścigowy,
- Luciano Monzón –  piłkarz argentyński grający na pozycji lewego obrońcy,